# Vladimír Tomsa
Vladimír Tomsa (rusky Vladimir Bogumilovič Tomsa, 4. srpna 1831 Praha – 4. dubna 1895 Praha) byl český lékař, fyziolog, státní rada, řádný profesor a děkan lékařské fakulty Imperátorské univerzity sv. Vladimíra v Kyjevě, posléze pak také české Lékařské fakulty Karlo-Ferdinandovy univerzity. V letech 1890–1891 byl zvolen rektorem Karlo-Ferdinandovy univerzity.

## Životopis

### Mládí a rok 1848
Narodil se v Praze v rodině Františka Tomsy a jeho manželky Jindřišky. Po absolvování základního vzdělání studoval na jednom z místních gymnázií a poté nastoupil na Lékařskou fakultu Karlo-Ferdinandovy univerzity. Jako náctiletý student a člen Národní gardy se zúčastnil revolučního dění roku 1848 v Praze, které vyvrcholilo tzv. Pražským červnovým povstáním. Uvádí se jako účastník bojů na barikádách s Windischgrätzovým vojskem v ulicích města. Po porážce povstání byl s dalšími revolucionáři uvězněněn, v přestrojení se mu však podařilo z vězení utéct. Po jistou dobu se ukrýval u přátel v Běchovicích nedaleko Prahy.

### Lékařská kariéra
Posléze pak dokončil univerzitní studia na pražské univerzitě, kterou absolvoval v roce 1854. Zde působil, mj. jako asistent prof. Treutze, až do roku 1859, kdy získal doktorát z medicíny. Roku 1859 se jako voják císařské armády účastnil Druhé italské války za nezávislost proti jednotkám Giuseppe Garibaldiho. Téhož roku se pak přestěhoval do Vídně, kde až do roku 1865 pracoval ve fyziologické laboratoři C. F. W. Ludwiga.

### Kyjev
V roce 1865 byl pozván na Imperátorskou univerzitu sv. Vladimíra v Kyjevě, kde pak až do roku 1884 vedl katedru fyziologie. Zdejším univerzitní radou byl roku 1865 jmenován doktorem medicíny a jmenován mimořádným profesorem na katedře fyziologie a řádným profesorem katedry fyziologie v letech 1867–1884. Přijal zde ruské občanství. Zasadil se o zřízení zdejší laboratoře experimentální fyziologie na kyjevské univerzitě, čímž dopomohl k rozvoji tohoto směru v této části Evropy, dále zde byl odpovědný mj. za dohled nad prací uchazečů o doktorské studium. V letech 1883 až 1884 působil jako děkan lékařské fakulty Univerzity sv. Vladimíra.

### Praha
V roce 1884 se vrátil do Prahy a až do své smrti působil na pražské univerzitě jako první zdejší profesor fyziologie. V letech 1886–1887 a 1892–1893 zastával funkci děkana české Lékařské fakulty Karlo-Ferdinandovy univerzity. V letech 1890–1891 potom působil jako rektor Karlo-Ferdinandovy univerzity.

### Úmrtí
Vladimír Tomsa zemřel 4. dubna 1895 v Praze ve věku 65 let. Pohřben byl na Olšanských hřbitovech.

## Dílo
Hlavní vědecké práce jsou věnovány fyziologii lymfatického systému a tvorbě lymfy, anatomii a fyziologii kůže. Tomsa je autorem desítky vědeckých prací

## Ocenění
- Řád svatého Stanislava, 2. třída s císařskou korunou (1871)
- Řád svaté Anny 2. třídy (1874)

Roku 1882 byl jmenován státním radou Ruského impéria.